# ニューポール 27
ニューポール 27
Nieuport 27
アメリカ軍が高等練習機として使用したニューポール 27（1918年）
- 用途：戦闘機 / 高等練習機
- 設計者：ギュスターヴ・ドラージュ
- 製造者：ニューポール / ニューポール＝マッキ
- 運用者** フランス空軍
  - イギリス陸軍航空隊
  - イタリア空軍
- 初飛行：1917年

ニューポール 27（Nieuport 27）は、ギュスターヴ・ドラージュによって設計された第一次世界大戦当時のフランスの複葉戦闘機。1916年前半に登場した「ベベ」（ニューポール 11）の系列に連なるＶ型支柱単座戦闘機の最後の機体である。

## 設計と開発
ニューポール 27の設計は、丸みを帯びた後部胴体の形状や丸い翼端および補助翼などのニューポール 24初期型に非常に近いものだった。24で問題が起き、結局ニューポール 17タイプに再設計されて24bis.が生まれるきっかけとなった丸い形の尾翼の構造問題はこの頃には解決されており、27ではこの新しい形の尾翼が標準のものとなった。しかしその時点ではニューポール戦闘機の大部分は実際には高等練習機として使われており、24bis.の130馬力ル・ローヌロータリーエンジンは110または120馬力のものに交換されるケースもしばしばあった。
ニューポール 27の作戦上の問題点は装備機銃が1挺（フランス軍では胴体上のヴィッカース同調機銃、イギリス軍ではフォスター銃架によって上翼に装備されたルイス機銃）のみであることだった。まれに2挺の機関銃が装備されることもあったが、性能に著しい悪影響を及ぼし、最もうまくいった場合でも以前の型よりほんの少しましな程度であった。

## 運用歴
ニューポール 27は1917年から1918年初頭にかけて、24bis.の補充あるいは交替としてフランス航空隊やイギリス陸軍航空隊/イギリス空軍で少数が使用された。しかし、1918年春までには、大部分のニューポール「V支柱」戦闘機は最前線の任務から引き揚げられ、フランス軍ではSPAD S.XIIIに、イギリス軍ではS.E.5aに交替した。27はイタリアにも供給され、またバレーズに置かれたニューポール＝マッキ社でも生産されたが、イタリア軍は最終的にはアンリオ HD.1の方を好んだ。アメリカ陸軍航空部は1918年に約120機のニューポール 27航空機を購入し、練習機として使用した。27を使用したパイロットの中で最も有名なのはフランス撃墜王シャルル・ナンジェッセである。
1919年、ポーランドはニューポール 27を1機購入した。

## 運用者
フランス
 アメリカ合衆国
 イギリス
 イタリア
 ウルグアイ
 日本
 ポーランド - 1機のみ
 ロシア /  ソビエト連邦

## 性能諸元（ニューポール 27）
諸元
- 乗員: 1
- 全長: 5.88 m
- 全高: 2.44 m
- 翼幅: 8.18 m
- 空虚重量: 354 kg
- 運用時重量: 544 kg
- 動力: ル・ローヌ ロータリーエンジン、90 kW （120 hp）   × 1

性能
- 最大速度: 187 km/h
- 実用上昇限度: 5,550 m
- 上昇率: 5,000 mまで22分

武装

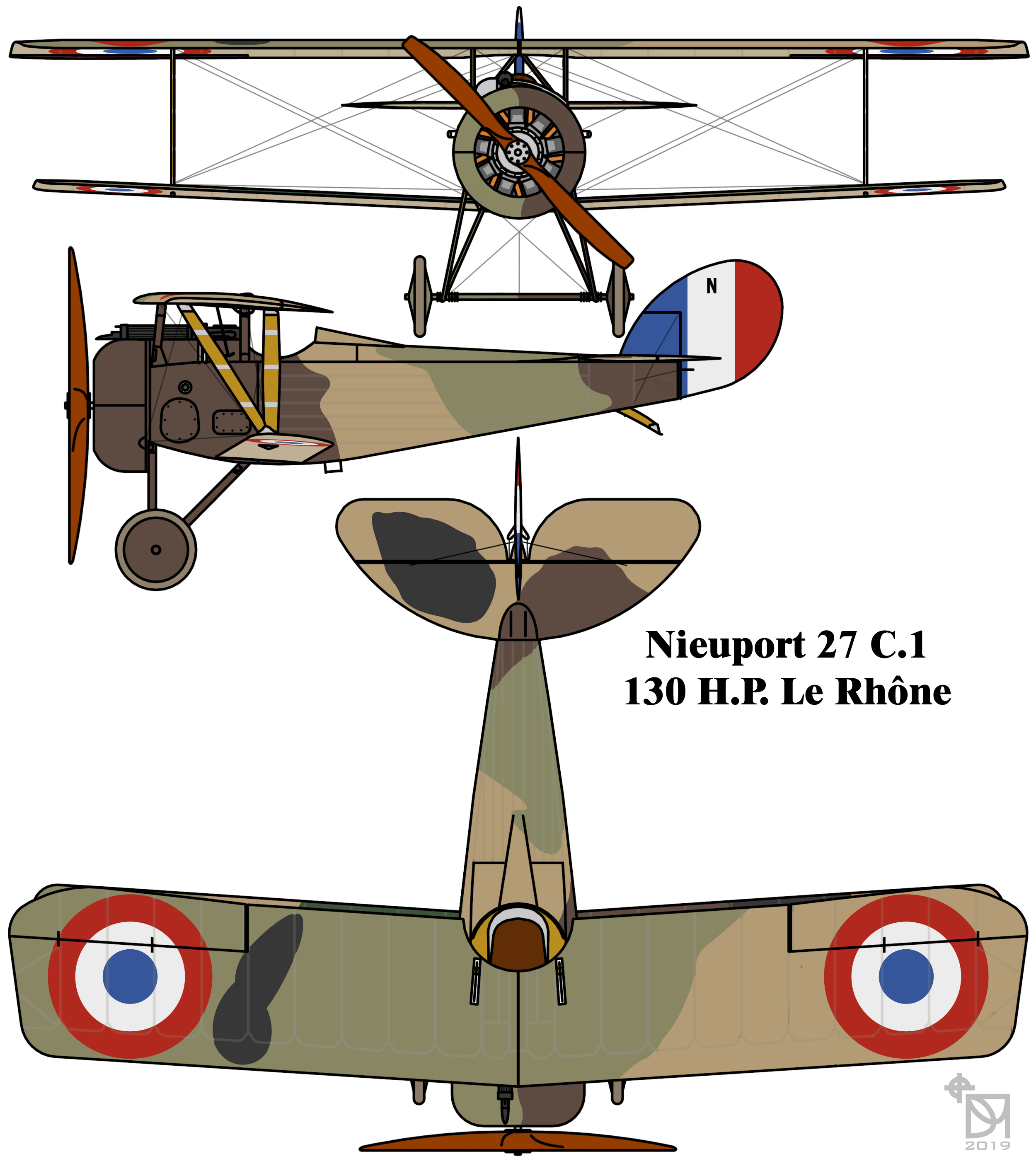
Camouflaged Nieuport 27 C.1 in French markings

- * （フランス軍/イタリア軍） ヴィッカース同調機銃 ×1
- （イギリス軍） ルイス機銃（フォスター銃架） ×1（上翼）

注: 生産されたニューポール 27のほとんどは武装の無い高等練習機として使用された。

## 参考資料
- Nieuport Fighters in Action published by Squadron/Signal Publications
- Cheesman E.F. (ed.) Fighter Aircraft of the 1914-1918 War Letchworth, Harletford Publications, 1960 pp. 96-97